# العلاقات البنينية الفنزويلية
العلاقات البنينية الفنزويلية هي العلاقات الثنائية التي تجمع بين بنين وفنزويلا.

## مقارنة بين البلدين
هذه مقارنة عامة ومرجعية للدولتين:
| وجه المقارنة                                              | بنين            | فنزويلا                                  |
| --------------------------------------------------------- | --------------- | ---------------------------------------- |
| المساحة (كم2)                                             | 114.76 ألف      | 916.45 ألف                               |
| عدد السكان (نسمة)                                         | 11.18 مليون     | 28.87 مليون                              |
| الكثافة السكانية (ن./كم²)                                 | 97.42           | 31.5                                     |
| العاصمة                                                   | بورتو نوفو      | كاراكاس                                  |
| اللغة الرسمية                                             | لغة فرنسية      | اللغة الإسبانية، لغة الإشارة الفنزويلية ‏ |
| العملة                                                    | فرنك غرب أفريقي | بوليفار فنزويلي                          |
| الناتج المحلي الإجمالي (بليون دولار)                      | 9.27 مليار      | 482.36 مليار                             |
| الناتج المحلي الإجمالي (تعادل القوة الشرائية) بليون دولار | 22.38 مليار     |                                          |
| الناتج المحلي الإجمالي الاسمي للفرد دولار أمريكي          | 762             |                                          |
| الناتج المحلي الإجمالي للفرد دولار أمريكي                 | 2.03 ألف        |                                          |
| مؤشر التنمية البشرية                                      | 0.480           | 0.762                                    |
| رمز المكالمات الدولي                                      | +229            | +58                                      |
| رمز الإنترنت                                              | .bj             | .ve                                      |
| المنطقة الزمنية                                           | ت ع م+01:00     | 00                                       |

## منظمات دولية مشتركة
يشترك البلدان في عضوية مجموعة من المنظمات الدولية، منها:
| علم المنظمة | اسم المنظمة                        | تاريخ انضمام بنين | تاريخ انضمام فنزويلا |
| ----------- | ---------------------------------- | ----------------- | -------------------- |
|             | وكالة ضمان الاستثمار متعدد الأطراف | 26 سبتمبر 1994    | 9 مايو 1994          |
|             | منظمة الشرطة الجنائية الدولية      | ?                 | ?                    |
|             | منظمة حظر الأسلحة الكيميائية       | ?                 | ?                    |
|             | منظمة التجارة العالمية             | ?                 | ?                    |
|             | البنك الدولي للإنشاء والتعمير      | 10 يوليو 1963     | 30 ديسمبر 1946       |
|             | الأمم المتحدة                      | 20 سبتمبر 1960    | 15 نوفمبر 1945       |
|             | مؤسسة التمويل الدولية              | 5 فبراير 1987     | 28 ديسمبر 1956       |
|             | يونسكو                             | 18 أكتوبر 1960    | 25 نوفمبر 1946       |
|             | الاتحاد البريدي العالمي            | ?                 | ?                    |
|             | الاتحاد الدولي للاتصالات           | 1961              | 13 أغسطس 1920        |

## وصلات خارجية
- موقع وزارة الخارجية البنينية
- موقع وزارة الخارجية الفنزويلية